# Gasaraki
Gasaraki (ガサラキ?) è una serie televisiva anime ideata e prodotta dalla Sunrise, diretta e co-ideata da Ryōsuke Takahashi, co-diretta da Gorō Taniguchi e scritta da Toru Nozaki. La serie, composta di 25 episodi, è stata mandata in onda dalla TV Osaka dal 4 ottobre 1998 al 28 marzo 1999, e pubblicata in VHS e DVD in Nord America e Regno Unito dalla ADV Films. In Italia il primo episodio è stato presentato da MTV in versione sottotitolata durante la maratona Robothon del 12 settembre 2000, ma la serie non è mai stata pubblicata in home video. La serie è caratterizzata da un mecha design particolarmente sviluppato, opera di Yutaka Izubuchi.

## Trama
Nell'immediato futuro, una forma di vita poco compresa nota come "Mile One" permette ad una ricca e potente famiglia giapponese, i Gowa, di produrre un'arma bipede che definiscono Tactical Armor (TA). Nello stesso periodo scoppia una guerra tra gli Stati Uniti e la fittizia nazione del Medio Oriente del Belgistan, simile alla guerra del golfo. Quando le forze militari degli Stati Uniti provano a conquistare la capitale, vengono sistematicamente spazzate via da quelle che sembrano TA nemiche. La famiglia Gowa coglie l'occasione per mettere alla prova la sua arma, e il pilota civile Yuushiro Gowa, insieme alla squadra a cui viene aggiunto, viene mandato in Belgistan. Qui incontra il pilota rivale Miharu, con cui sembra avere un profondo legame spirituale.
La maggior parte della trama iniziale viene data dai notiziari, il cui stile è pesantemente influenzato dalla copertura della prima guerra del golfo da parte della CNN. Elementi della cultura giapponese, come il teatro nō, le rigide strutture familiari, la corruzione del governo da parte delle Zaibatsu e i samurai appaiono durante la serie.

## Personaggi
Yuushiro Gowa (豪和 ユウシロウ?, Gowa Yuushirou)
Doppiato da: Nobuyuki Hiyama
Il protagonista della serie, è un tranquillo e riservato ragazzo che viene visto come un semplice strumento con cui i fratelli maggiori della famiglia Gowa cercano di promuovere i loro piani. È un membro della Forza di Autodifesa Giapponese, incaricato di testare la Tactical Armor. Risulta in grado di sincronizzarsi ad un eccezionale livello con il sistema operativo, e in particolare con il tessuto muscolare sintetico del Mile One (un processo chiamato Mental Burst). Per ordini della famiglia è anche attore di una forma fittizia e mistica del teatro Nō, la danza di Gasara, con cui è in grado di aprire passaggi dimensionali.
Miharu (ミハル?, Miharu)
Doppiata da: Mami Kingetsu
Esattamente come Yuushiro, è una ragazza calma e introversa, pilota di prova per una organizzazione chiamata Symbol. Guida la versione di questa organizzazione della TA, che viene definita Fake. In una precedente incarnazione aveva ucciso il suo fratello di sangue per proteggere lo Yushiro di allora; questa rivelazione la fa cadere in un profondo stato di shock che la riduce ad uno stato autistico per vari episodi. La sua vita prima dell'inizio della serie rimane un mistero.
Kazukiyo Gowa (豪和 一清?, Gowa Kazuhiko)
Doppiato da: Yūji Takada
Kiyotsugu Gowa (豪和 清継?, Gowa Kiyotsugu)
Doppiato da: Shō Hayami
Meth (メス?, Mesu)
Un membro del consiglio della Symbol.
Doppiato da: Tokuhiro Natsuo
Phantom F. Fieseler (ファントム・F・フィーゼラー?, Fantomu Efu Fīzerā)
Amministratore delegato della Symbol.
Doppiato da: Issei Miyazuki

## Episodi
| Nº | Titolo italiano (traduzione letterale) Giapponese 「Kanji」 - Rōmaji | In onda          | In onda |
| Nº | Titolo italiano (traduzione letterale) Giapponese 「Kanji」 - Rōmaji | Giapponese       |         |
| 1  | Sull'antico palco di pietra 「石舞台」 - Ishi butai                  | 4 ottobre 1998   |         |
| 2  | Movimento d'apertura 「序ノ舞」 - Jo no mai                          | 11 ottobre 1998  |         |
| 3  | Cerchio tantrico 「天気輪」 - Tenkirin                               | 18 ottobre 1998  |         |
| 4  | Miraggio 「蜃気楼」 - Shinkirō                                       | 25 ottobre 1998  |         |
| 5  | Il tocco 「接触」 - Sesshoku                                         | 1º novembre 1998 |         |
| 6  | La marionetta 「操り人形」 - Ayatsuri ningyō                         | 8 novembre 1998  |         |
| 7  | Ritorno 「帰還」 - Kikan                                             | 15 novembre 1998 |         |
| 8  | Inferno 「火宅」 - Kataku                                            | 22 novembre 1998 |         |
| 9  | Magazzino 「御蔵」 - Okura                                           | 29 novembre 1998 |         |
| 10 | Kugai 「骨嵬」 - Kugai                                               | 6 dicembre 1998  |         |
| 11 | Legami 「絆」 - Kizuna                                               | 13 dicembre 1998 |         |
| 12 | Svelare 「綻び」 - Hokorobi                                          | 20 dicembre 1998 |         |
| 13 | Sbarco 「旅立ち」 - Tabidachi                                        | 27 dicembre 1998 |         |
| 14 | Compagni 「同行」 - Dōkō                                             | 10 gennaio 1999  |         |
| 15 | Soglia 「閾」 - Shikii                                               | 17 gennaio 1999  |         |
| 16 | Karma 「宿業」 - Shukugō                                             | 24 gennaio 1999  |         |
| 17 | Caos 「混沌」 - Konton                                               | 31 gennaio 1999  |         |
| 18 | Lunotto posteriore 「裏窓」 - Uramado                                | 7 febbraio 1999  |         |
| 19 | Lamenti 「慟哭」 - Dōkoku                                            | 14 febbraio 1999 |         |
| 20 | Sisma 「動乱」 - Dōran                                               | 21 febbraio 1999 |         |
| 21 | Fuggire 「疾走」 - Shissō                                            | 28 febbraio 1999 |         |
| 22 | Personificazione 「権化」 - Gonge                                    | 7 marzo 1999     |         |
| 23 | Eterno 「無間」 - Muken                                              | 14 marzo 1999    |         |
| 24 | Risalto 「句読点」 - Kutōten                                         | 21 marzo 1999    |         |
| 25 | Gasara 「餓沙羅」 - Gasara                                           | 28 marzo 1999    |         |

## Colonna sonora
Sigla di apertura
1. Message #9 cantata da Tomoko Tane

Sigla di chiusura
1. Love Song cantata da Tomoko Tane